# 白叶护
白叶护（?—?），白姓，7世纪中的龟兹国王。白苏伐勃駃的儿子。他哥哥龟兹国王白诃黎布失毕停止对唐朝进贡。并攻打附属唐朝的邻国。唐太宗大怒，648年，唐太宗派阿史那社尔率领大军征讨龟兹，俘获白诃黎布失毕。社尔以白诃黎布失毕弟弟白叶护为新国王，并在西突厥、于阗和安国向唐朝进贡后，撤军。唐朝建立龟兹、于阗、疏勒、焉耆为安西四镇。649年，唐太宗去世后，唐高宗复封白诃黎布失毕为龟兹王，与那利、羯猎颠还国。
| 前任： 白诃黎布失毕 | 龟兹国王 648年—650年 | 繼任： 白诃黎布失毕 |